# Antônio Silva (trener)
Antônio Silva (ur. 24 sierpnia 1952) – brazylijski trener piłkarski.

## Kariera trenerska
Był asystentem trenera w São Paulo FC, a w 1994 roku pełnił tę funkcję w Shizuoka Gakuen High School. Na początku 1995 roku został asystentem Bunjiego Kimury w Yokohama Flügels. W maju objął stanowisko pierwszego trenera Yokohama Flügels. Prowadził klub w 38 meczach J.League, z czego prowadzeni przez niego piłkarze wygrali 16 spotkań, a przegrali 22. Po zakończeniu sezonu zakończył pełnienie funkcji.